# 岡山県道196号高梁停車場線
岡山県道196号高梁停車場線（おかやまけんどう196ごう たかはしていしゃじょうせん）は、岡山県高梁市を通る一般県道である。

## 概要
JR西日本伯備線 備中高梁駅と国道180号を結ぶ。
松山踊り開催時は18:30 - 23:00の約4時間半通行止めになる（踊り自体は19:00 - 22:30に開催）。

### 路線データ
- 起点：高梁市旭町（JR西日本伯備線 備中高梁駅前）
- 終点：高梁市鉄砲町（高梁大橋交差点、国道180号交点、岡山県道302号宇治鉄砲町線終点）
- 総延長：0.4 km[要出典]
- 実延長： 0.4 km [注釈 1][1]

## 地理

### 通過する自治体
- 岡山県
  - 高梁市

### 交差する道路
| 交差する道路                                       | 交差する場所 | 交差する場所          |
| -------------------------------------------------- | ------------ | --------------------- |
| 国道180号 国道313号 重複 岡山県道302号宇治鉄砲町線 | 鉄砲町       | 高梁大橋交差点 / 終点 |

### 沿線
- JR西日本伯備線
  - 備中高梁駅
- 松山踊り（約370年の伝統を持つ岡山県三大踊りの一つ。毎年8月14日 - 8月16日の3日間、本路線を主会場にして開催される[注釈 2]）
- 一級河川高梁川水系
  - 高梁川